# Friedrich Gabriel Resewitz

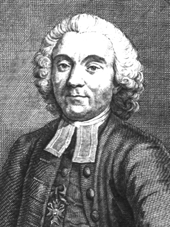
Friedrich Gabriel Resewitz

Friedrich Gabriel Resewitz (* 9. März 1729 in Berlin; † 30. Oktober 1806 in Buckau im Kloster St. Johannes der Täufer auf dem Berge) war Abt, Pädagoge und Bildungspolitiker während der Aufklärungszeit. Er gilt als Vertreter der Aufklärung und des theologischen Rationalismus.

## Leben
Resewitz absolvierte zunächst von 1740 bis 1747 das Joachimsthalsche Gymnasium in Berlin. Von 1747 bis 1750 studierte er in Halle (Saale) evangelische Theologie. Hier hörte er Vorlesungen des Theologen Sigmund Jakob Baumgarten und des Philosophen Georg Friedrich Meier.
Er war dann ab 1750 als Reiseprediger des Fürsten Friedrich August von Anhalt-Zerbst beschäftigt, mit dem er unter anderem bis 1751 ein Jahr lang in Paris weilte. Ab 1755 lebte er als Privatgelehrter in Berlin und wurde Mitglied in der Gesellschaft Gelehrtes Kaffeehaus. Vermutlich in dieser Zeit entstand der Kontakt zum Philosophen Moses Mendelssohn und dem Verleger Friedrich Nicolai. 1757 wurde er Pastor in Quedlinburg an der Sankt-Benedikt-Kirche. In Quedlinburg lernte er Friedrich Gottlieb Klopstock kennen, mit dem er dann eng befreundet war. 1759 übersetzte er vier Abhandlungen des schottischen Philosophen David Hume ins Deutsche. Er begann eine Tätigkeit als Rezensent, von 1764 bis 1765 für die Publikation Briefe, die neueste Litteratur betreffend, dann bis 1780 für die von Nicolai herausgegebene Allgemeine deutsche Bibliothek, in der er das Gebiet der Theologie betreute.
1767 wurde er zum Prediger der deutschsprachigen Sankt-Petri-Kirche in Kopenhagen gewählt, wo er 1771 im Zusammenhang mit Johann Friedrich Struensees Reformprogramm eine königliche Realschule einrichtete. Er gehörte zu den Freunden des Nordischen Dichterkreises. Neben Klopstock stand er auch noch mit Johann Andreas Cramer, Gottfried Benedict Funk und Johann Heinrich Schlegel in regelmäßigem Kontakt. Auch nach Struensees Sturz engagierte Resewitz sich im Sozialwesen Kopenhagens. In Zusammenarbeit mit Balthasar Münter reformierte er das städtische Schul- und Armenwesen. Später wurde ihm das Direktorat des Kopenhagener Armenwesens übertragen.
Seine reformpädagogische Schrift: Die Erziehung des Bürgers zum Gebrauch des gesunden Verstandes und zur gemeinnützigen Geschäfftigkeit (1773), mit welcher er einen wesentlichen Beitrag zur Entwicklung von Realschulen leistete, erregte Aufsehen. Resewitz galt als Vertreter der Aufklärung und war dem theologischen Rationalismus verpflichtet. Der preußische Minister Karl Abraham Freiherr von Zedlitz berief ihn 1774 zum Abt des Klosters Berge und zum Generalsuperintendenten des Herzogtums Magdeburg. 1775 trat er sein neues Amt an. In der Verwaltung des Klosters und der Leitung seiner berühmten Schule war Resewitz jedoch nicht so glücklich, wie man erwartet hatte. Nach mancherlei Streitigkeiten und einer Schulvisitation musste er Ende 1796 von der Leitung der Schule und des mit ihr verbundenen Lehrerseminars zurücktreten. Resewitz blieb jedoch noch Abt. Dieses Amt legte er 1805 nieder.
Unter anderem gab Resewitz auch die pädagogische Vierteljahrsschrift Vorschläge, Gedanken und Wünsche zur Verbesserung der öffentlichen Erziehung (5 Bände, 1777–85; 2. Aufl. 1798) heraus, in der unter anderen auch Peter Villaume Beiträge veröffentlichte.
Friedrich Gabriel Resewitz war verheiratet mit Charlotte Godeffroy (1729–1808). Aus der Ehe stammen:
- Johanna Dorothea Charlotte (1763–1833) ⚭ Johann Viktor von Ernest (1741–1817), königlich preußischer Generalmajor
- Sophia (* 1764).

## Werke
- Übersetzung von: David Hume, Vier Abhandlungen, Quedlinburg und Leipzig: Biesterfeld, 1759, Nachdruck Bristol: Thoemmes, 2001 [The reception of British aesthetics in Germany, hrsg. von Heiner F. Klemme und Manfred Kuehn, Bd. 3]
- Kant, I.: Der einzig mögliche Beweisgrund zu einer Demonstration des Daseyns Gottes. Königsberg: Kanter 1763. [Rezension], in: Briefe, die Neueste Litteratur betreffend 18 (1764), S. 69–86, S. 87–102
- Ueber die Versorgung der Armen, 1769 [Neu hg. und kommentiert von Ralf Koerrenz und Christian Walter. Jena 2011]
- Die Erziehung des Bürgers zum Gebrauch des gesunden Verstandes und zur gemeinnützigen Geschäfftigkeit, 1773
- Nachricht von der gegenwärtigen Einrichtung in Unterricht, Lehrart und Erziehung auf dem Pädagogio zu Kloster Berge, 1776
- Gedanken, Vorschläge und Wünsche zur Verbesserung der öffentlichen Erziehung als Materialien zur Pädagogik, 5 Bände, 1778 bis 1786

## Sekundärliteratur
- Verzeichniss eines Theils der Bibliothek des Hrn. Friedrich Gabr. Resewitz, Abtes zu Klosterberge, nebst einem Anhange von vielen guten Bücher aus allen Wissenschaften, Landkarten und Kupferstichen, welche am 22. May 1797 im rothen Collegio öffentlich versteigerrt werden sollen. Lüper Leipzig.